# Li Ch'ing-Chao (cràter)
Li Ch'ing-Chao és un cràter d'impacte en el planeta Mercuri de 69 km de diàmetre. Porta el nom de la poetessa xinesa Li Qingzhao (1081-c. 1141), i el seu nom va ser aprovat per la Unió Astronòmica Internacional el 1976.